# Devastation
Pour les articles homonymes, voir Dévastation (homonymie).
Devastation est un jeu vidéo de tir à la première personne développé et édité par ARUSH Entertainment, sorti en 2003 sur Windows et Linux.

## Accueil
- Jeux Vidéo Magazine : 6/20[1]